# سورن بابایان
سورن گورگنی بابایان (ارمنی: Սուրեն Գուրգենի Բաբայան؛ ۱۸ سپتامبر ۱۹۵۰ – ۴ دسامبر ۲۰۲۳) بازیگر سینما، کارگردان و فیلم‌نامه‌نویس اهل ارمنستان بود. وی بین سال‌های ۱۹۸۰ تا ۲۰۲۳ میلادی فعالیت می‌کرد.

## زندگی‌نامه
بابایان در سال ۱۹۷۲ از دپارتمان کارگردانی مؤسسه تئاتر و هنرهای زیبای ایروان و در سال ۱۹۸۰ از دوره‌های پیشرفته کارگردانی در مسکو فارغ‌التحصیل شد. وی همچنین برنده جوایزی همچون چهره هنری شایسته جمهوری ارمنستان (۲۰۰۹) شده‌است

## فیلمشناسی
از فیلم‌ها یا برنامه‌های تلویزیونی که وی در آن نقش داشته‌است می‌توان به خون، فرشته دیوانه اشاره کرد.